# Siv Gustafsson
Siv Sofia Gustafsson, född Ström 26 februari 1943 i Stockholm, är en svensk nationalekonom.
Gustafsson, som är dotter till länsarbetsdirektör Nils Ström och Florries Andersson, avlade civilekonomexamen i Stockholm 1967 och blev ekonomie doktor i Stockholm 1976. Hon var anställd på Industrins utredningsinstitut 1967–1980, gästforskare i tvåmånadersperioder vid Columbia University i New York 1979 och 1982, vid Chicago University 1985 och 1987, vid Wissenschaftzentrum i Västberlin 1985 och 1986, vid Demografiska avdelningen, Stockholms Universitet 1984 och vid Arbetslivscentrum i Stockholm 1980–1983 och 1985-1989. Hon var professor i nationalekonomi vid Universiteit van Amsterdam 1989–2008. Gustafsson har bedrivit forskning i nationalekonomi och jämställdhet. 
Sommaren 1979 var hon ledarskribent på Dagens Nyheter. Under 1980-talet var hon aktiv i Fredrika Bremerförbundet och höll föredrag om sin forskning vid lokalavdelningar runt om i landet och på ”Kvinnor kan”-mässor. 
Siv Gustafsson var aktiv i European Society for Population Economics och blev vald till president och organiserade den årliga konferensen 1998 i Amsterdam samt höll sin Presidential address i Torino 1999.